# Lister Cove
Die Lister Cove ist eine Bucht im Nordosten der Livingston-Insel im Archipel der Südlichen Shetlandinseln. Sie liegt auf halbem Weg zwischen dem Williams Point und dem Edinburgh Hill.
Die erste Kartierung und die Benennung geht auf den britischen Seefahrer James Weddell zurück, der diese Gewässer zwischen 1820 und 1823 mit der Brigg Jane befahren hatte. Der weitere Benennungshintergrund ist nicht überliefert.